# Howea angulata
Howea angulata är en skalbaggsart som beskrevs av Arthur Sidney Olliff 1889. Howea angulata är enda arten i släktet Howea som tillhör familjen långhorningar. Inga underarter finns listade i Catalogue of Life.